# Твоё имя (фильм, 1953)
«Твоё имя» (яп. 君の名は: кими-но на ва; англ. What Is Your Name?) — японский чёрно-белый фильм-мелодрама в стилистике «сурэ-тигай».  Кинолента поставлена режиссёром Хидэо Ооба в 1953 году по радиопьесе Кадзуо Кикуты. Главные роли исполнили популярные звёзды японского кино 1950-х годов Кэйдзи Сада и Кэйко Киси. Первый фильм трилогии о любви Матико и Харуки, которые впервые встретились и полюбили друг друга на мосту Сукия во время воздушных налётов на Токио в марте 1945 года. Фильм занял почётное второе место по результатам японского проката 1953 года, уступив первое место своему сиквелу.

## Сюжет
В ночь воздушного налёта на Токио 24 мая 1945 года, на развалинах встречаются молодые мужчина и женщина, Харуки Атомия и Матико Удзииэ. Вместе пережив бомбёжку в бомбоубежище, на утро молодые люди расстаются на мосту Сукия, пообещав друг другу встретиться на этом же месте через шесть месяцев 24 ноября в 8 часов вечера. Прощаясь, они не назвали своих имен. 
В назначенный день юноша приходит на мост один. А Матико не отпустил на эту встречу её довольно деспотичный дядя, который двумя днями ранее увёз девушку на остров Садо (префектура Ниигата), где он думает обосноваться в это трудное послевоенное время. Дядя решил устроить судьбу Матико и против воли девушки сосватал её за юношу из хорошей семьи, делающего политическую карьеру, Кацунори Хамагути. Приехавший на их помолвку Хамагути узнаёт от её подруги Аи Исикавы печальную историю первой любви Макико к незнакомцу, с которым её разлучила война.  Но очарованный красотой девушки, он делает благородный жест и просит её довериться ему. Хамагути, находящийся в отпуске предлагает Матико свою помощь в поисках её возлюбленного. Когда же они были уже близки  к цели своих поисков, Матико полюбила доброго парня Кацунори Хамагути, так самоотверженно и благородно помогавшего ей, готового, даже если она найдёт своего любимого, отказаться от собственного счастья. Однако перед своей свадьбой Макико приходит 24 ноября 1946 года на мост Сукия и встречает там Харуки, чтобы увидеть его ещё раз, прежде чем она выйдет замуж.
Прошло два года. Брак Матико не был слишком уж счастливым. Её супруг Кацунори изменился, и не в лучшую сторону. Он теперь большой человек, занимающий важный пост в токийском муниципалитете и требует от супруги, чтоб она разорвала все контакты со своей подругой Аей Исикавой, объясняя это тем, что та работает в увеселительном заведении, а это может повредить его карьере. Он стал подозрительным и в отношении самой Матико, постоянно думая о том, что она всё ещё любит своего бывшего возлюбленного Харуки. Да ещё довольно строгая свекровь постоянно следит за Матико, подозревая её в неверности к сыну. Не вынеся постоянных придирок к себе со стороны мужа и свекрови, Матико сбегает от Кацунори и уезжает на остров Садо. 
Её бывшая подруга Ая Исикава, узнав о бегстве Матико приходит к Харуки и настаивает на том, чтоб тот не упустил свой очередной шанс, подброшенный ему самой судьбой и пустился бы в вдогонку за любимой. Однако, когда Харуки приезжает на остров Садо за Матико, она признаётся ему в том, что беременна от мужа, который к тому же не даст ей развода. Плачущая Матико спрашивает его: «Что мне делать? Скажите…», на что Харуки с болью в сердце отвечает: «Матико-сан, вам… наверное, лучше вернуться к Хамагути. Ради ребёнка». Харуки с разбитым сердцем уезжает назад в Токио.

## В ролях
- Кэйдзи Сада — Харуки Атомия
- Кэйко Киси — Матико Удзииэ
- Тикагэ Авасима — Ая Исикава
- Юмэдзи Цукиока — Юкиэ, сестра Харуки
- Юдзи Кавакита — Кацунори Хамагути
- Тосико Кобаяси — Кодзуэ
- Хитоми Нодзоэ — Аса
- Кэйко Авадзи — Нами Томура
- Тисю Рю — Касэда
- Харуё Итикава — Токуэ, свекровь Матико
- Юко Мотидзуки — Нобуэ, тётя Матико
- Фудзио Суга — Кэнго Мидзусава
- Кодаю Итикава — Кандзи
- Кодзи Мицуи — Ёкояма

## Премьеры
- — 15 сентября 1953 года — национальная премьера фильма в Токио[1]

## О фильме
До Второй мировой войны в японском кинематографе была такая разновидность фильмов — «сурэ-тигай» (в дословном переводе — «разминуться с кем-то»), пользовавшихся неизменным успехом в национальном прокате. Это были мелодрамы с незамысловатыми сюжетами, где влюблённые непременно расставались. Публика, ожидавшая встречи влюблённых, которая каждый раз срывалась из-за каких-то случайностей, находилась в постоянном напряжении. Самой популярной была серия из четырёх кинолент, первая из которых «Древо айдзэн» (1938, реж. Хиромаса Номура) рассказывала о молодом враче (актёр Кэн Уэхара) и овдовевшей медсестре (актриса Кинуё Танака), которые любят друг друга, но не могут быть вместе, так как его родители против женитьбы сына на женщине с ребёнком. 
В послевоенный период, когда кинокомпания «Сётику» испытывала определённые трудности, вызванные разрухой и нищетой, а также проблемами с профсоюзами, именно мелодрама в стиле «сурэ-тигай» спасла финансовое положение студии. Идея создания фильма «Твоё имя» возникла у руководства компании после успеха одноимённой радиопьесы Кадзуо Кикуты, прошедшей в эфире в 1952 году. В сюжете как пьесы, так и в поставленном кинофильме кроме душещипательной романтической истории разлученных влюблённых отражены и социальные конфликты послевоенной Японии: трудная жизнь военных вдов; вернувшихся с фронта и прошедших затем через лагеря для интернированных солдат; детей смешанной крови, рождённых японками от американцев; в том числе и вечная тема взаимоотношений между сыном и матерью, снохой и свекровью. 
Кинолента, вышедшая на экраны в начале осени 1953 года имела грандиозный успех, побив рекорд прежнего лидера жанра «Древо айдзэн». Общие сборы в прокате составили 250,47 миллионов иен.
В короткие сроки было поставлено продолжение Твоё имя. Часть II, вышедшее в прокат уже к концу того же года, а весной 1954 года на экраны была выпущена и третья, заключительная серия. Доход компании от всех трёх фильмов составил почти миллиард иен, что было довольно значительной суммой по тем временам. Доходы использовались на модернизацию студии и на создание при компании «Сётику» научного института, занявшегося техническими исследованиями.
С начала 1960-х годов, популярный в прошлом киножанр «сурэ-тигай» практически исчез с экрана из-за социальных перемен, порождённых набиравшей невероятные темпы экономикой новой эпохи, в которой терпение и сентиментальность уже не считались положительными качествами.